# Estudios de Cine Gorki
Los Estudios de Cine Gorki (del ruso: Киностудия имени Горького) son unos estudios de cine en Moscú, Rusia. A finales de la Unión Soviética, el Estudio de Cine Gorki había producido más de 1.000 películas. Se filmaron muchos clásicos del cine a lo largo de su historia, algunos de los cuales recibieron premios internacionales en varios festivales.

## Historia
En 1915 Mijaíl Trofímov, un comerciante de Kostromá, estableció la compañía productora de películas Kinoatelyé "Rus" (del ruso: "Киноателье «Русь»") con instalaciones como estudio. En 1936 el estudio fue trasladado a la calle Butýrskaya de Moscú. El Estudio Rus, que empleó a muchos actores del Teatro de Arte de Moscú de Stanislavski, especializado en adaptaciones al cine de clásicos rusos (por ejemplo, Políkushka, 1919, basada en la homónima novela corta de León Tolstói).
En 1924 el Estudio Rus fue rebautizado en la agencia Ayuda Internacional de los Trabajadores (del ruso: Международная рабочая помощь (Межрабпом)), abreviada  como Mezhrabpom-Rus'  (del ruso: Межрабпом-Русь). La primera película soviética de ciencia ficción, Aelita, fue rodada en este estudio ese año.
Cuatro años después el estudio recibió el nombre Mezhrabpomfilm (del ruso: Межрабпомфильм), cambiando su nombre otra vez en 1936 a Soyuzdetfilm (del ruso: Союздетфильм), el primer estudio de cine del mundo especializado en películas para niños. La primera película sonora soviética, Billete para la vida, se hizo aquí en 1931. Cinco años después, la primera película soviética en color, Grunya Kurnakova.
Durante la Segunda Guerra Mundial, el estudio fue evacuado a Dusambé y fusionado con Tadzhikfilm. A su regreso a Moscú, el estudio recibió el nombre de Máximo Gorki (en 1948). Entre 1963 y 2004 su nombre completo fue Estudio Central de Cine Máximo Gorki para la Infancia y la Juventud (del ruso: Центральная киностудия детских и юношеских фильмов им. М. Горького).
Desde la década de 1950 el Estudio de Cine Gorki se ha dedicado asimismo al doblaje de películas extranjeras. Desde 1975 se rueda aquí el programa de televisión humorístico para niños Yeralash. Hasta la disolución de la Unión Soviética, el Estudio Gorki tenía una filial en Yalta. El estudio sobrevivió a la disolución de la URSS, siendo ahora de capital privado.

## Selección de películas

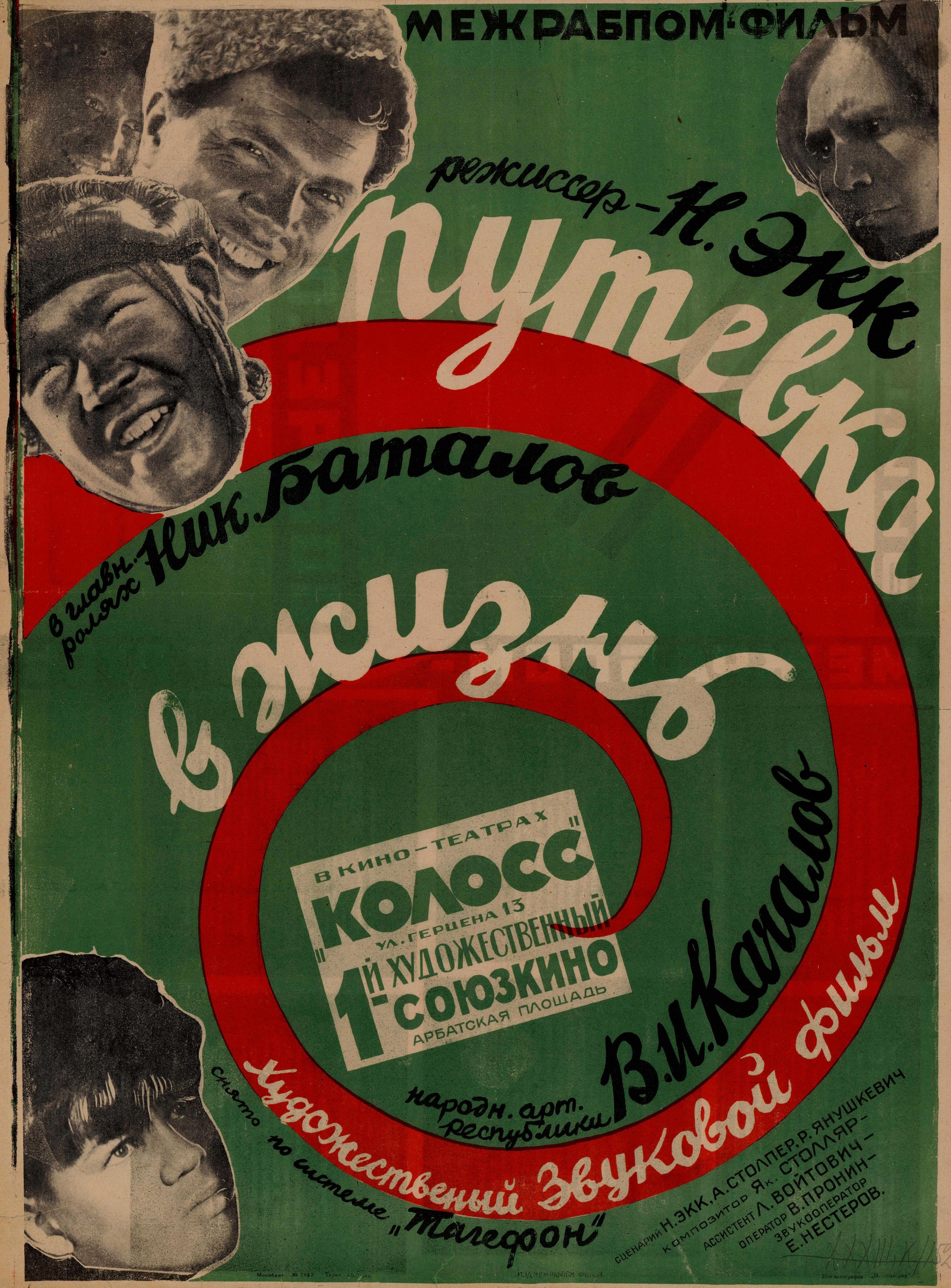
Póster de la primera película sonora soviética Billete para la Vida (1931).

- 1924: Аэлита / Aelita (cine mudo), dirigida por Yákov Protazánov (ciencia ficción)
- 1926: Мать / La madre (cine mudo), dirigida por Vsévolod Pudovkin
- 1927: Конец Санкт-Петергбурга / El fin de San Petersburgo (cine mudo), dirigida por Vsévolod Pudovkin
- 1931 Путевка в жизнь / Billete para la Vida (primera película sonora soviética), dirigida por Nikolái Ekk
- 1936 Груня Корнакова (Соловей-соловушко) / Grunya Kornakova (Solovéi-solóvushko) (primera película en color soviética), dirigida por Nikolái Ekk
- 1964 Морозко / Morozko (fantasía), dirigida por Alexandr Rou
- 1967 Комиссар / El Comisario (drama), dirigida por Aleksandr Askóldov
- 1973 Семнадцать мгновений весны / Diecisiete instantes de una primavera (bélica), dirigida por Tatiana Lióznova
- 1981 Шестой / El Sexto (ostern), dirigido por Samvel Gaspárov
- 1984 Медный ангел / Ángel de Cobre, dirigida por Veniamín Dorman
- 1985 Гостья из будущего / Invitada del Futuro (ciencia ficción)
- 1988 Маленькая Вера / La pequeña Vera (drama), dirigido por Vasili Pichul
- 1989 Подземелье ведьм / La cueva de las brujas (ciencia ficción)
- 2004 Арье / Arie (drama), dirigida por Román Kachánov.